# Entometa apicalis
Entometa apicalis là một loài bướm đêm thuộc họ Lasiocampidae. Nó được tìm thấy ở Úc, bao gồm Tasmania.

## Hình ảnh

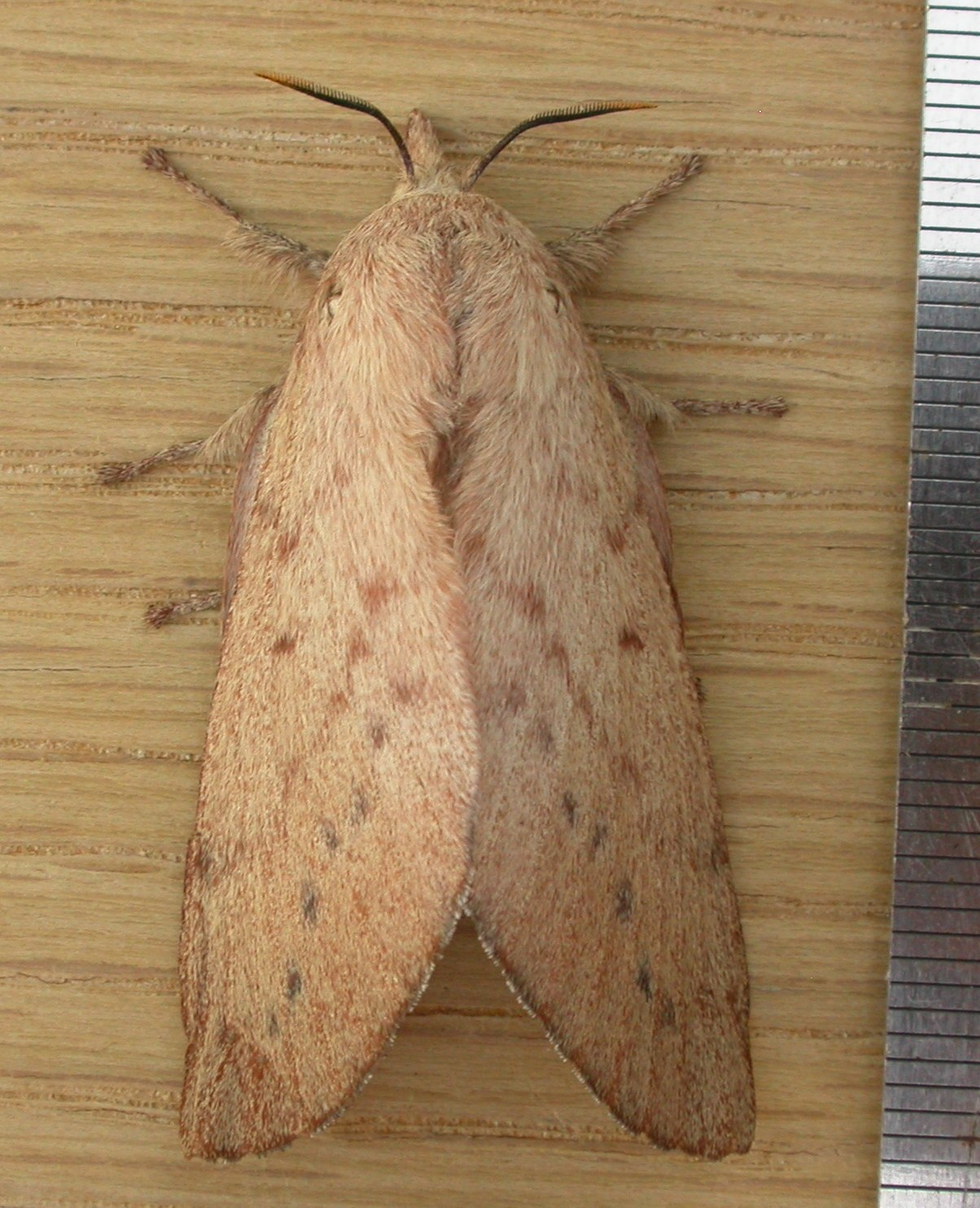
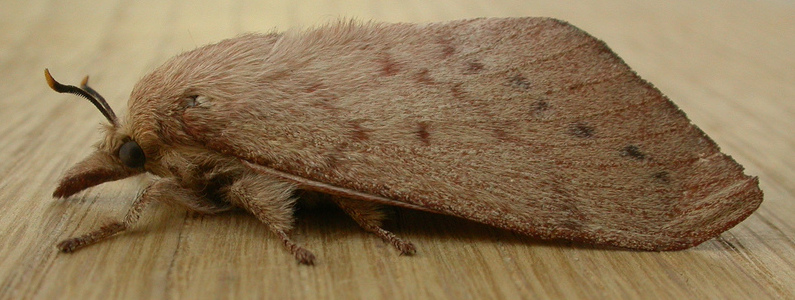
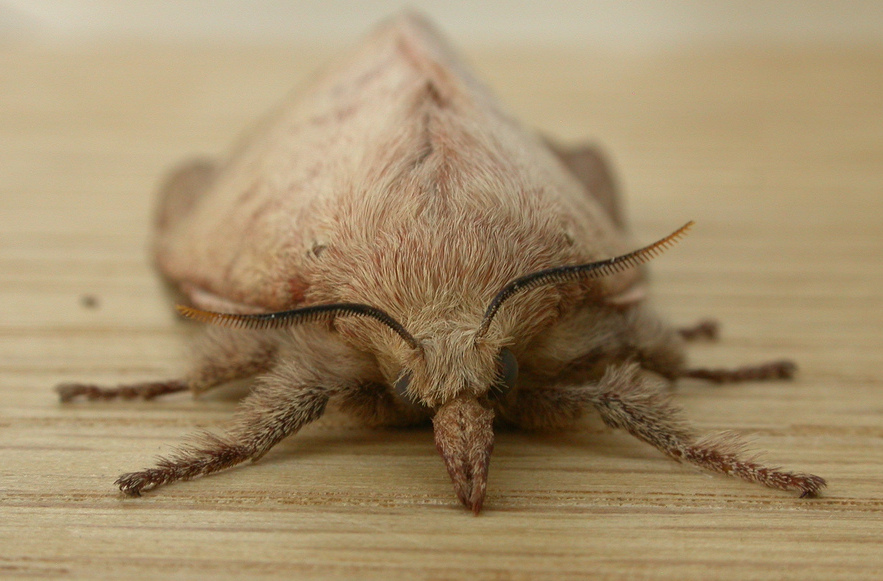
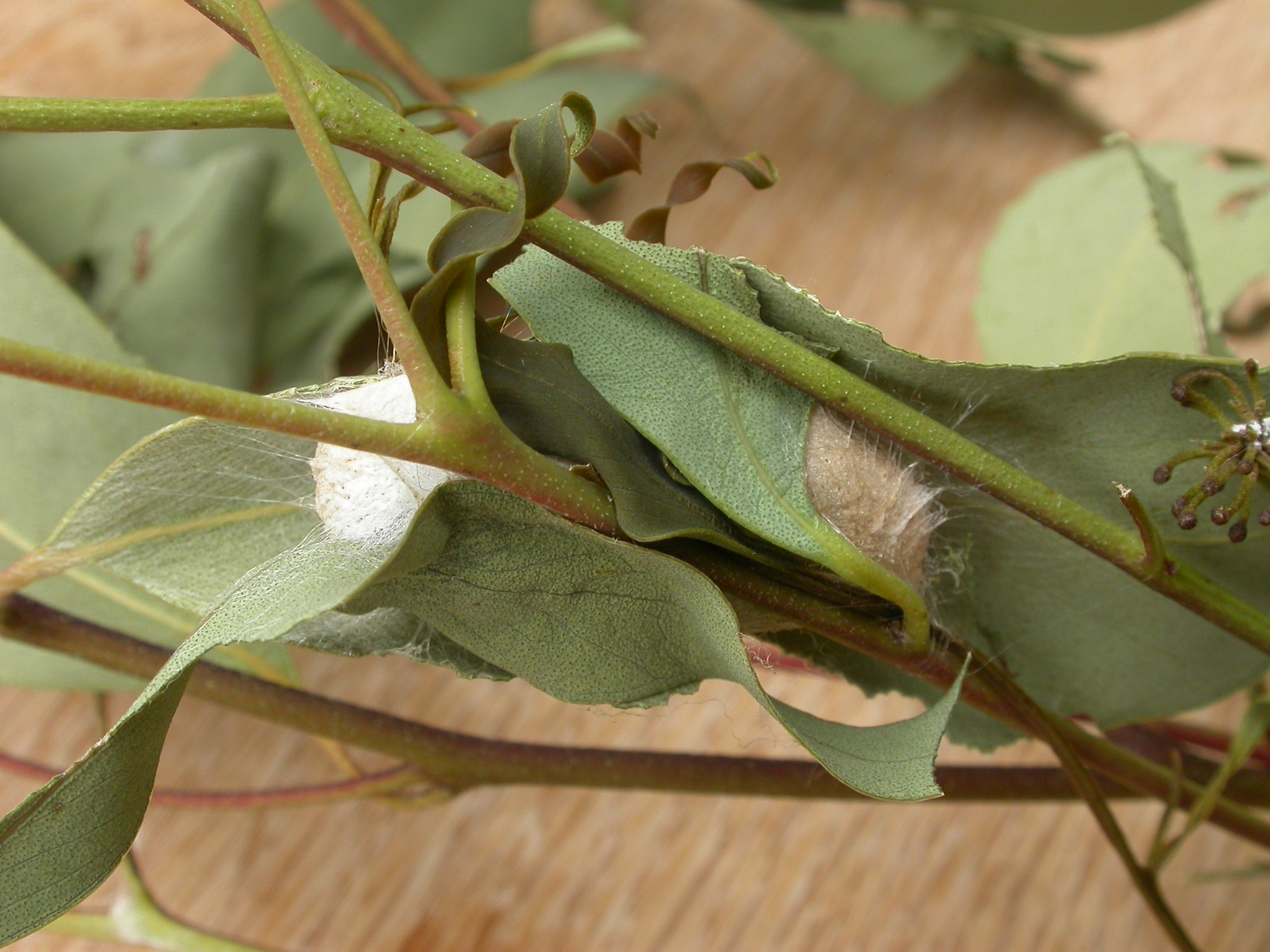